# Штефанешти (Калараш)
Штефанешти (рум. Ștefănești) насеље је у Румунији у округу Калараш у општини Иљана. Oпштина се налази на надморској висини од 57 m.

## Становништво
Према подацима из 2002. године у насељу је живело 660 становника, од којих су сви румунске националности.